# Unitel
Unitel là một nhà mạng viễn thông có trụ sở chính tại Viêng Chăn, Lào, công ty mẹ là Viettel. 
Năm 2016, Unitel cán mốc 2,5 triệu khách hàng, chiếm 47% thị phần di động và 35% thị phần băng rộng với lợi nhuận lũy kế hơn 300 triệu USD với EBITDA đạt trên 60%.

## Sự kiện
10/2009 - Unitel chính thức được khai trương tại Lào;
2012 - Nhận giải thưởng nhà cung cấp dịch vụ tốt nhất tại thị trường đang phát triển (The World Communications Awards 2012);
9/2016 - Cán mốc 2,5 triệu khách hàng;
2019 - Unitel chính thức thử nghiệm 5G tại Lào

## Tập đoàn Viettel

Bản đồ các quốc gia có đầu tư của Viettel

| Châu Phi   | Châu Phi | Châu Mỹ    | Châu Mỹ | Châu Á    | Châu Á  |
| ---------- | -------- | ---------- | ------- | --------- | ------- |
| Burundi    | Lumitel  | Haiti      | Natcom  | Campuchia | Metfone |
| Cameroon   | Nexttel  | Perú       | Bitel   | Lào       | Unitel  |
| Mozambique | Movitel  |            |         | Myanmar   | Mytel   |
| Tanzania   | Halotel  | Đông Timor | Telemor |           |         |
|            |          | Việt Nam   | Viettel |           |         |